# Мелентьевский (станция)
Мелентьевский — железнодорожная станция в посёлке Мелентьевский Коношского района Архангельской области.

## Характеристика
Станция начала свою работу в 1932 году на действующей дороге Коноша - Архангельск. Расположена в одноимённом посёлке Мелентьевский, который относится к Коношскому району Архангельской области. Расстояние от Москвы 719 км. Станция относится к Архангельскому региону Северной железной дороги.

## Пригородное сообщение
Через станцию проходят пригородный поезд Няндома - Коноша (1 пара поездов в сутки).

## Дальнее сообщение
По состоянию на декабрь 2018 года через станцию курсируют следующие поезда дальнего следования:
| № поезда      | Маршрут движения      | № поезда      | Маршрут движения      |
| ------------- | --------------------- | ------------- | --------------------- |
| 115 "Поморье" | Северодвинск — Москва | 116 "Поморье" | Москва — Северодвинск |
| 117 "Поморье" | Архангельск — Москва  | 118 "Поморье" | Москва — Архангельск  |
| 371           | Архангельск — Котлас  | 372           | Котлас — Архангельск  |

Остальные поезда, следующие через Мелентьевский, проезжают станцию без остановки.